# Streckad lorikit
Streckad lorikit (Charmosyna multistriata) är en fågel i familjen östpapegojor inom ordningen papegojfåglar.

## Utseende och läte
Streckad lorikit är en medelstor lorikit. Den har grön kropp täckt av gulgröna strimmor i ansiktet och undersida. Från ögat och bak i nacken syns ett grått band. Näbben är tvåfärgad, med blågrå övre näbbhalva och orangegul under. I flykten syns att den saknar gult band i vingen eller något inslag av rött. Arten liknar grönstreckad lorikit, men streckad lorikit har ljusare streck och saknar rosa i ansiktet.

## Utbredning och systematik
Fågeln förekommer i bergstrakter på västra Nya Guinea. Den behandlas som monotypisk, det vill säga att den inte delas in i några underarter.

## Levnadssätt
Streckad lorikit är en sällsynt fågel som förekommer i skogar i lägre bergstrakter. Den påträffas i par eller smågrupper, men kan samlas i större flockar vid blommande träd.

## Status och hot
Arten har ett stort utbredningsområde, men tros minska i antal, dock inte tillräckligt kraftigt för att den ska betraktas som hotad. Internationella naturvårdsunionen IUCN listar arten som livskraftig (LC).